# Atletismo en los Juegos Paralímpicos de Sídney 2000
El atletismo en los Juegos Paralímpicos de Verano de 2000 comprendió un total de 234 pruebas, 165 para hombres y 69 para mujeres. Los atletas se clasificaron según el grado y el tipo de su discapacidad.
- Clases 11-13: deportistas con discapacidad visual
- Clase 20: atletas con discapacidad intelectual
- Clases 32-38: atletas con parálisis cerebral; las clases 32 a 34 compiten en silla de ruedas
- Clases 42-46: amputados y con otras discapacidades (les autres)
- Clases 51-58: atletas con discapacidades medulares; estas clases compitieron en silla de ruedas

Los números de clase iban precedidos de una "T" para las pruebas de pista, una "F" para las pruebas de campo y una "P" para el pentatlón. Los números de clase más bajos correspondían a una discapacidad más grave. Una excepción a este esquema de clasificación fue la de los atletas con parálisis cerebral grave que competían en pruebas de campo; no había pruebas F32, por lo que los atletas de esta categoría competían en la clase F51 contra atletas con discapacidades medulares.

## Países participantes
| - Alemania (GER) (70) - Angola (ANG) (1) - Arabia Saudita (KSA) (4) - Argelia (ALG) (6) - Argentina (ARG) (10) - Atletas Paralímpicos Individuales (IPA) (1) - Australia (AUS) (65) - Austria (AUT) (17) - Azerbaiyán (AZE) (3) - Bielorrusia (BLR) (16) - Bélgica (BEL) (7) - Benín (BEN) (1) - Bosnia y Herzegovina (BIH) (1) - Brasil (BRA) (10) - Bulgaria (BUL) (4) - Canadá (CAN) (44) - Chile (CHI) (1) - República Popular China (CHN) (27) - China Taipéi (TPE) (1) - Chipre (CYP) (2) - Colombia (COL) (1) - Corea del Sur (KOR) (8) - Costa Rica (CRC) (1) - Costa de Marfil (CIV) (2) - Croacia (CRO) (7) - Cuba (CUB) (7) - Dinamarca (DEN) (5) - Ecuador (ECU) (2) - Egipto (EGY) (14) - El Salvador (ESA) (1) - Eslovaquia (SVK) (8) - Eslovenia (SLO) (5) - Emiratos Árabes Unidos (UAE) (12) - España (ESP) (56) - Estados Unidos (USA) (73) | - Estonia (EST) (4) - Filipinas (PHI) (1) - Finlandia (FIN) (4) - Fiyi (FIJ) (2) - Francia (FRA) (24) - Grecia (GRE) (19) - Honduras (HON) (1) - Hong Kong (HKG) (7) - Hungría (HUN) (8) - India (IND) (1) - Indonesia (INA) (3) - Irán (IRI) (12) - Irak (IRQ) (3) - Irlanda (IRL) (17) - Islandia (ISL) (2) - Israel (ISR) (2) - Italia (ITA) (21) - Jamaica (JAM) (3) - Japón (JPN) (38) - Jordania (JOR) (2) - Kazajistán (KAZ) (1) - Kenia (KEN) (12) - Kuwait (KUW) (16) - Lesoto (LES) (2) - Letonia (LAT) (5) - Líbano (LIB) (2) - Lituania (LTU) (9) - Macao (MAC) (1) - Madagascar (MAD) (1) - Malasia (MAS) (3) - Marruecos (MAR) (1) - Mauritania (MTN) (1) - México (MEX) (24) - Moldavia (MDA) (6) - Mongolia (MGL) (1) - Nigeria (NGR) (4) | - Noruega (NOR) (8) - Nueva Zelanda (NZL) (9) - Omán (OMA) (1) - Países Bajos (NED) (8) - Palestina (PLE) (2) - Panamá (PAN) (1) - Papúa Nueva Guinea (PNG) (2) - Polonia (POL) (27) - Portugal (POR) (16) - Puerto Rico (PUR) (2) - Catar (QAT) (1) - Reino Unido (GBR) (46) - República Checa (CZE) (20) - Rusia (RUS) (22) - Samoa (SAM) (1) - Singapur (SIN) (1) - Sudáfrica (RSA) (29) - Sri Lanka (SRI) (1) - Suecia (SWE) (14) - Suiza (SUI) (18) - Tailandia (THA) (12) - Tonga (TGA) (1) - Túnez (TUN) (9) - Ucrania (UKR) (22) - Uruguay (URU) (1) - Vanuatu (VAN) (2) - Venezuela (VEN) (2) - Vietnam (VIE) (1) - Yugoslavia (YUG) (2) - Zambia (ZAM) (2) - Zimbabue (ZIM) (2) |

### Medallero
| Núm. | País                         | Oro | Plata | Bronce | Total |
| ---- | ---------------------------- | --- | ----- | ------ | ----- |
| 1    | Australia (AUS)              | 32  | 15    | 16     | 63    |
| 2    | Reino Unido (GBR)            | 15  | 14    | 18     | 47    |
| 3    | Estados Unidos (USA)         | 14  | 15    | 20     | 49    |
| 4    | España (ESP)                 | 14  | 12    | 11     | 37    |
| 5    | Canadá (CAN)                 | 12  | 15    | 10     | 37    |
| 6    | China (CHN)                  | 11  | 10    | 7      | 28    |
| 7    | Sudáfrica (RSA)              | 11  | 7     | 7      | 25    |
| 8    | Polonia (POL)                | 10  | 6     | 3      | 19    |
| 9    | Francia (FRA)                | 9   | 7     | 8      | 24    |
| 10   | Irán (IRI)                   | 9   | 1     | 4      | 14    |
| 11   | Rusia (RUS)                  | 8   | 5     | 5      | 18    |
| 12   | Suiza (SUI)                  | 7   | 4     | 4      | 15    |
| 13   | Túnez (TUN)                  | 6   | 4     | 1      | 11    |
| 14   | Alemania (GER)               | 5   | 12    | 18     | 35    |
| 15   | República Checa (CZE)        | 5   | 9     | 1      | 15    |
| 16   | Italia (ITA)                 | 5   | 4     | 4      | 13    |
| 17   | Portugal (POR)               | 5   | 3     | 3      | 11    |
| 18   | México (MEX)                 | 4   | 8     | 7      | 19    |
| 19   | Brasil (BRA)                 | 4   | 4     | 1      | 9     |
| 20   | Tailandia (THA)              | 4   | 4     | 0      | 8     |
| 21   | Egipto (EGY)                 | 3   | 6     | 7      | 16    |
| 22   | Dinamarca (DEN)              | 3   | 2     | 1      | 6     |
| 23   | Hong Kong (HKG)              | 3   | 0     | 4      | 7     |
| 24   | Argelia (ALG)                | 3   | 0     | 0      | 3     |
| 25   | Bielorrusia (BLR)            | 2   | 5     | 8      | 15    |
| 26   | Japón (JPN)                  | 2   | 1     | 5      | 8     |
| 27   | Nueva Zelanda (NZL)          | 2   | 4     | 2      | 8     |
| 28   | Grecia (GRE)                 | 2   | 3     | 2      | 7     |
| 29   | Cuba (CUB)                   | 2   | 2     | 2      | 6     |
| 30   | Corea del Sur (KOR)          | 2   | 1     | 0      | 3     |
| 31   | Ucrania (UKR)                | 1   | 1     | 10     | 12    |
| 32   | Austria (AUT)                | 1   | 3     | 5      | 9     |
| 33   | Bélgica (BEL)                | 1   | 2     | 3      | 6     |
| 34   | Kenia (KEN)                  | 1   | 1     | 2      | 4     |
| 35   | Finlandia (FIN)              | 1   | 1     | 1      | 3     |
| 36   | Estonia (EST)                | 1   | 0     | 2      | 3     |
| 37   | Irlanda (IRL)                | 1   | 0     | 1      | 2     |
| 37   | Costa de Marfil (CIV)        | 1   | 0     | 1      | 2     |
| 39   | Bulgaria (BUL)               | 1   | 0     | 0      | 1     |
| 39   | China Taipéi (TPE)           | 1   | 0     | 0      | 1     |
| 39   | Nigeria (NGR)                | 1   | 0     | 0      | 1     |
| 39   | Zimbabue (ZIM)               | 1   | 0     | 0      | 1     |
| 43   | Suecia (SWE)                 | 0   | 5     | 3      | 8     |
| 44   | Argelia (ARG)                | 0   | 2     | 2      | 4     |
| 45   | Emiratos Árabes Unidos (UAE) | 0   | 2     | 1      | 3     |
| 46   | Países Bajos (NED)           | 0   | 2     | 0      | 2     |
| 47   | Kuwait (KUW)                 | 0   | 1     | 4      | 5     |
| 48   | Eslovenia (SLO)              | 0   | 1     | 2      | 3     |
| 49   | Baréin (BRN)                 | 0   | 1     | 1      | 2     |
| 49   | Lituania (LTU)               | 0   | 1     | 1      | 2     |
| 49   | Panamá (PAN)                 | 0   | 1     | 1      | 2     |
| 49   | Eslovaquia (SVK)             | 0   | 1     | 1      | 2     |
| 53   | Noruega (NOR)                | 0   | 1     | 0      | 1     |
| 54   | Letonia (LAT)                | 0   | 0     | 3      | 3     |
| 55   | Hungría (HUN)                | 0   | 0     | 1      | 1     |
| 55   | Israel (ISR)                 | 0   | 0     | 1      | 1     |
| 55   | Palestina (PLE)              | 0   | 0     | 1      | 1     |
| 55   | Puerto Rico (PUR)            | 0   | 0     | 1      | 1     |
| 55   | Venezuela (VEN)              | 0   | 0     | 1      | 1     |